# Invasion! (Arrowverse)
Invasion! est le nom du troisième crossover annuel de l'Arrowverse, comprenant un épisode de Flash, un d’Arrow et un de Legends of Tomorrow. Diffusé sur CW, il s'inspire de la mini-série de comics Invasion!, publiée en 1989. La fin de l'épisode de Supergirl, Medusa (en), diffusé le 28 novembre 2016, marque le début du crossover, qui a officiellement débuté le 29 novembre 2016 avec Flash, s'est poursuivi dans Arrow le 30 novembre 2016 et s'est conclu dans Legends of Tomorrow le 1er décembre 2016. Chacun des trois épisodes était intitulé Invasion! en version originale. Le crossover met en scène Barry Allen recrutant Kara Danvers / Supergirl de Terre-38, Oliver Queen, la Team Arrow et les Légendes, afin de l'aider à combattre une race extraterrestre connue sous le nom de Dominators (en).
Le développement d'un crossover entre les trois séries, incluant partiellement Supergirl, a débuté en mai 2016 après l'annonce de la diffusion de Supergirl sur CW au lieu de CBS à partir de la deuxième saison de la série. En septembre de la même année, les scripts pour chaque épisode ont été écrits, avec le tournage débutant peu après, en octobre 2016. La trame et les titres des épisodes ont également été révélés ce même mois. Dans Invasion!, chaque personnage principal de chaque série apparaît au moins dans sa série respective, avec Melissa Benoist incarnant Supergirl dans l'ensemble du crossover. Plusieurs acteurs et personnages des saisons précédentes d’Arrow reprennent également leurs rôles le temps de l'épisode d’Arrow, qui était aussi le centième de la série.
Les trois épisodes du crossover ont tous reçu des critiques positives, celles-ci louant les interactions entre les différents acteurs de chaque série, et le fait que chaque épisode faisait progresser l'intrigue de sa saison respective tout en faisant partie du crossover. Inversement, la présence des Dominators a été jugée comme le point le plus faible du crossover, les critiques ayant ressenti que les motivations des extraterrestres demeuraient vagues tout le long du crossover. Les audiences ont été exceptionnelles, chaque épisode battant des records d'audience et de parts de marché parmi les 18–49 ans, contribuant à la meilleure semaine de CW en termes d'audience en six ans. Ce crossover a été suivi l'année suivante par un véritable crossover en quatre parties, intitulé Crisis on Earth-X.

## Résumé
Barry Allen se rend sur les lieux de l'impact d'une météorite hors de Central City, laquelle se révèle être un vaisseau spatial d'où émergent des extraterrestres connus sous le nom de Dominators (en). Lyla Michaels l'informe alors que les Dominators sont déjà venus sur Terre dans les années 1950 mais qu'ils sont mystérieusement repartis. Ayant besoin d'aide pour affronter cette menace, Barry contacte les membres de la Team Arrow, Thea Queen, les Légendes et Kara Danvers, alias Supergirl de Terre-38. L'équipe commence à s'entraîner dans des installations de S.T.A.R. Labs (en), affrontant Supergirl pour se préparer à la menace extraterrestre. Kara peine à gagner la confiance d’Oliver Queen, et se rend compte que Green Arrow est le héros le plus respecté parmi la communauté de super-héros de Terre-1 (faisant le parallèle avec le statut de son cousin Superman sur Terre-38) et ce, bien que n'ayant aucun pouvoir. Cisco Ramon découvre alors un message qu'une version future de Barry a envoyé à Rip Hunter, exposant les manipulations temporelles du bolide et les conséquences directes sur les autres membres de l'équipe, provoquant une perte de confiance parmi ceux-ci lorsqu'ils l'apprennent. Seuls Oliver, Kara, Felicity Smoak, Martin Stein, et Jefferson "Jax" Jackson lui font alors encore confiance.
Par la suite, les Dominators enlèvent le Président des États-Unis et l'équipe part à sa rescousse, mais étant donné que la majorité de ses membres se méfie de lui, Barry est contraint de rester en retrait. Dans sa tentative de soutenir Barry, Oliver fait de même. Kara mène alors le groupe et trouve le Président mais les Dominators tuent ce dernier et utilisent contre les héros un dispositif de lavage de cerveau. Ces derniers, ainsi sous contrôle, s'en vont attaquer S.T.A.R. Labs, où Barry et Oliver sont contraints de les affronter. Pendant qu'Oliver les retient, Barry pousse Kara à détruire le dispositif de contrôle mental des Dominators, libérant le reste des membres de l'équipe. Une fois celle-ci au complet, Ray Palmer annonce à Barry que l'ensemble de l'équipe lui pardonne et qu'ils lui font tous de nouveau confiance. Sara Lance, Ray, John Diggle, Thea et Oliver sont par la suite enlevés par les Dominators et détenus sur leur vaisseau.
Là, ils sont plongés dans une hallucination collective. Dans celle-ci, Oliver vit au manoir Queen, n'a jamais embarqué sur le Queen's Gambit et est sur le point d'épouser Laurel Lance. Ses deux parents sont en vie et c'est John Diggle est la Capuche. Les prisonniers commencent néanmoins à apercevoir des images de leurs vraies vies, se rendant donc compte du stratagème des Dominators, et décident de s'en échapper. Cependant, leur tentative est contrée par plusieurs anciens ennemis d'Oliver : Malcolm Merlyn, Deathstroke et un de ses sbires sous Mirakuru (meurtrier de la fiancée de Ray), ainsi que Damien Darhk et ses soldats (en) (dont Andy Diggle). Finalement, les antagonistes sont tous vaincus, ce qui permet aux cinq héros de se réveiller et de parvenir ensuite à s'échapper du vaisseau. Pendant ce temps, Felicity, Curtis et Cisco essaient de pénétrer dans l'unité centrale des Dominators grâce à leur propre technologie. Avec l'aide de Barry et Kara, ils parviennent à localiser les captifs, qui sont finalement recueillis par Nate Heywood sur le Waverider. À bord de ce dernier, Ray arrive à la conclusion que les Dominators extrayaient de leurs esprits des informations au sujet des méta-humains, utilisant l'hallucination comme une distraction, et ce, afin de concevoir une arme spéciale. Pendant ce temps, le vaisseau-mère des Dominators se dirige vers la Terre.
Nate révèle que la première invasion des Dominators a eu lieu en 1951 dans l'Oregon. Il décide de se rendre à cette époque avec les Légendes Mick Rory (en) et Amaya Jiwe, accompagnés de Felicity et Cisco afin de kidnapper un Dominator pour l'interroger. Alors qu'ils y sont parvenus, ils sont eux-mêmes faits prisonniers par des agents fédéraux. Pendant leur captivité, les Légendes apprennent du Dominator que son peuple est venu sur Terre pour évaluer la menace que représente l'humanité, maintenant que les métahumains sont de plus en plus nombreux à cause de la Société de justice d'Amérique. Felicity et Cisco alors viennent au secours des Légendes et les aident à libérer le Dominator. Pendant ce temps, en 2016 à Central City, le reste de l'équipe apprend que les Dominators sont au courant des manipulations temporelles de Barry, qu'ils le considèrent comme une menace et qu'ils demandent sa reddition en échange de la paix. Après le retour des Légendes, l'équipe découvre que l'arme des Dominators est une bombe destinée à tuer tous les metahumains sur Terre, causant des millions de victimes humaines collatérales. L'équipe dissuade Barry de se rendre, et Cisco et lui se réconcilient lorsque Cisco réalise que leur conflit personnel était hypocrite, car Cisco lui-même vient juste de modifier le passé.
Finalement, Firestorm parvient à transmuter la bombe en du liquide, et les héros forcent les Dominators à battre en retraite en leur infligeant une intense douleur au moyen d'une nano-arme développée par Lily, la fille de Martin. Par la suite, alors que les héros célèbrent leur victoire, Oliver offre à Kara son amitié et Cisco donne à celle-ci un dispositif interdimensionnel lui permettant de communiquer et voyager entre Terre-1 et Terre-38. Martin persuade Jax de ne pas dire aux autres Légendes que l'existence de Lily résulte d'un paradoxe temporel qu'il a causé par inadvertance lorsque les Légendes se trouvaient en 1987.

## Distribution

### Acteurs principaux et récurrents
| Acteur                                   | Personnage                                              | Épisode   | Épisode   | Épisode             |
| Acteur                                   | Personnage                                              | Flash     | Arrow     | Legends of Tomorrow |
| ---------------------------------------- | ------------------------------------------------------- | --------- | --------- | ------------------- |
| Grant Gustin                             | Barry Allen/Flash                                       | Principal | Invité    | Invité              |
| Candice Patton                           | Iris West                                               | Principal | N/A       | N/A                 |
| Danielle Panabaker                       | Caitlin Snow                                            | Principal | N/A       | Invité              |
| Carlos Valdes                            | Cisco Ramon/Vibe                                        | Principal | Invité    | Invité              |
| Keiynan Lonsdale                         | Wally West/Kid Flash                                    | Principal | N/A       | N/A                 |
| Tom Cavanagh                             | Harrison "H.R." Wells                                   | Principal | N/A       | N/A                 |
| Jesse L. Martin                          | Joe West                                                | Principal | N/A       | N/A                 |
| Stephen Amell                            | Oliver Queen/Green Arrow                                | Invité    | Principal | Invité              |
| Franz Drameh                             | Jefferson Jackson/Firestorm                             | Invité    | N/A       | Principal           |
| Victor Garber                            | Martin Stein/Firestorm                                  | Invité    | N/A       | Principal           |
| Willa Holland                            | Thea Queen/Speedy                                       | Invité    | Principal | N/A                 |
| Caity Lotz                               | Sara Lance/White Canary                                 | Invité    | Invité    | Principal           |
| Dominic Purcell                          | Mick Rory/Heat Wave (en)                                | Invité    | N/A       | Principal           |
| David Ramsey                             | John Diggle/Spartan                                     | Invité    | Principal | Invité              |
| Emily Bett Rickards                      | Felicity Smoak/Overwatch                                | Invité    | Principal | Invité              |
| Brandon Routh                            | Ray Palmer/Atom                                         | Invité    | Invité    | Principal           |
| Melissa Benoist                          | Kara Zor-El/Kara Danvers/Supergirl                      | Invité    | Invité    | Invité              |
| Christina Brucato                        | Lily Stein                                              | Invité    | N/A       | Invité              |
| Donnelly Rhodes et Jacob Richter (jeune) | "Glasses"                                               | Invité    | N/A       | Invité              |
| Echo Kellum                              | Curtis Holt/Mister Terrific                             | N/A       | Principal | N/A                 |
| Josh Segarra                             | Liste des personnages d'Arrow#Adrian Chase / Prometheus | N/A       | Principal | N/A                 |
| Paul Blackthorne                         | Quentin Lance (en)                                      | N/A       | Principal | N/A                 |
| Nick Zano                                | Nathan Heywood/Steel                                    | N/A       | Invité    | Principal           |
| Amy Pemberton,                           | Gideon                                                  | N/A       | Invité    | Principal           |
| Maisie Richardson-Sellers                | Amaya Jiwe/Vixen                                        | N/A       | N/A       | Principal           |

### Invités

#### Flash
- Audrey Marie Anderson : Lyla Michaels[1]
- Jerry Wasserman : le Président des États-Unis[8]
- Vigilante[9]

#### Legends of Tomorrow
- Lucia Walters : Présidente Susan Brayden[8]

#### Arrow
- John Barrowman : Malcolm Merlyn/Dark Archer[2]
- Neal McDonough : Damien Darhk[2]
- Katie Cassidy : Laurel Lance[10]
- Susanna Thompson : Moira Queen[10]
- Rick Gonzalez : Rene Ramirez/Wild Dog (en)[11]
- Joe Dinicol : Rory Regan/Ragman (en)[11]
- Jamey Sheridan : Robert Queen[11]
- Erica Luttrell : Laura Washington[7]
- Deathstroke[10],[12]
- Colin Donnell : Tommy Merlyn[note 3]
- Colton Haynes : Roy Harper[note 3]

## Production

### Développement
Les crossovers annuels de l'Arrowverse ont lieu sur CW depuis la saison télévisuelle 2013-2014, lorsque Barry Allen est apparu pour la première fois dans le huitième épisode de la deuxième saison d'Arrow
avant même le début de Flash. L'année suivante, les huitièmes épisodes respectifs de la troisième saison d'Arrow et de la première saison de Flash formaient un crossover en deux parties nommé Flash contre Arrow. En janvier 2015, le président de CW, Mark Pedowitz, a annoncé qu'il y aurait crossover de l'Arrowverse chaque saison. Lors de la saison télévisuelle 2015-2016, un crossover en deux parties comprenant les huitièmes épisodes respectifs de la quatrième saison d'Arrow et de la deuxième saison de Flash a été utilisé pour introduire une nouvelle série, Legends of Tomorrow.
En mai 2016, après l'annonce de la diffusion de la seconde saison de Supergirl sur CW au lieu de CBS, Mark Pedowitz a révélé que les quatre séries — Arrow, Flash, Legends of Tomorrow, et Supergirl — feraient partie d'un crossover lors de la saison télévisuelle 2016–2017. En septembre 2016, Greg Berlanti, créateur et producteur exécutif des quatre séries, a précisé que le crossover n'impliquerait officiellement que Flash, Arrow et Legends of Tomorrow, bien que celui-ci commence à la toute fin de l'épisode de Supergirl, Medusa (en), avec Barry et Cisco Ramon se rendant sur Terre-38 pour lui demander son aide. Andrew Kreisberg, producteur exécutif d’Arrow, Flash et Supergirl, a expliqué que le crossover n’inclurait pas Supergirl car Medusa avait servi d'épisode final de mi-saison pour Supergirl et que les trois autres séries auraient les leurs dans les épisodes postérieurs au crossover. Il a ajouté qu'il aurait été très difficile, d'un point de vue logistique, d'incorporer les quatre séries, notant que libérer du temps pour que Melissa Benoist puisse tourner des scènes pour les trois autres séries présentait ses propres complications. Par exemple, Kara n'apparaît que peu dans The Darkest Place, le septième épisode de la saison 3 de Supergirl, car cinq jours ont été spécifiquement libérés pour Melissa Benoist afin qu'elle puisse apparaître dans tous les autres épisodes du crossover. Il conclut en précisant que des difficultés supplémentaires imprévues sont survenues du fait du passage de Supergirl de CBS à CW, comme le fait que la série présente des spécificités de tournage différentes des autres séries, ce qui a empêché Melissa Benoist d'avoir un rôle plus important dans le crossover.
En septembre 2016, les Dominators (en) ont été présentés comme les antagonistes du crossover, dans une histoire inspirée par la mini-série de comics Invasion!, publiée en 1989. Ceux-ci ont été choisis car les scénaristes désiraient une menace extérieure, signifiant une menace externe aux quatre séries plutôt que simplement extraterrestre. Le mois suivant, Marc Guggenheim, créateur et producteur exécutif d’Arrow et Legends of Tomorrow, a annoncé que le titre de chaque épisode du crossover serait Invasion!.
En novembre 2016, Andrew Kreisberg a révélé que les Dominators apparaîtraient dans Supergirl « plus tard dans la saison », après les événements du crossover. Marc Guggenheim a lui révélé que dans le script initial de Flash, Lynda Carter incarnait la Vice-présidente, devenant Présidente à la mort de celui-ci au cours de l'épisode. Cependant, cela n'a finalement pas eu lieu car Lynda Carter était déjà la Présidente de Terre-38, le monde de Supergirl, les équipes des studios estimant que cela jetait la confusion et constituait un problème de science-fiction de trop parmi les mondes parallèles, le voyage dans le temps et les extraterrestres. Marc Guggenheim a tenu compte de cette note et a concédé que cela pouvait entraîner la confusion chez les spectateurs occasionnels également si même les personnes directement impliquées dans sa conception se sentaient perdues.

### Écriture
Les scripts d’Invasion! ont été écrits mi-septembre 2016, Greg Berlanti créant l'histoire et Andrew Kreisberg participant aussi à la conception de l'épisode de Flash,,. Le scénario de Flash a été écrit par les showrunners Aaron et Todd Helbing (en), celui d’Arrow par les showrunners Marc Guggenheim et Wendy Mericle et celui de Legends of Tomorrow par les showrunners Phil Klemmer et Marc Guggenheim. Avec l'arrêt du choix des Dominators comme menace du crossover, les scénaristes ont pu justifier la nécessité du regroupement de l'ensemble des héros car chaque groupe possède des capacités utiles pour lutter contre cette menace : Supergirl connaît les extraterrestres, les Légendes peuvent voyager dans le temps et en apprendre plus sur ceux-ci et les teams Flash et Arrow possèdent des super-pouvoirs et ont l’habitude de gérer toutes sortes de menaces.
L'épisode d’Arrow faisant partie du crossover est aussi le 100e de la série. Marc Guggenheim raconte que l'idée de Greg Berlanti pour l'épisode a permis de fêter ce cap et de respecter Arrow en tant que série, tout en l'incorporant dans le crossover, qualifiant d'ailleurs l'épisode de « lettre d'amour » à la série. Les producteurs ont pu y inclure beaucoup d'acteurs des épisodes précédents, et même représenter ceux qui n'ont pas pu se libérer pour tourner de nouvelles scènes. À la fin de l'épisode de Flash, Oliver, Thea, Sara, John Diggle et Ray sont capturés par les Dominators et maintenus dans une hallucination collective, ce qui a permis aux scénaristes de « revisiter des passages de 99 épisodes précédents » dans la mémoire des personnages.

### Effets visuels
Les effets visuels du crossover ont été conçus par Encore Post et Zoic Studios,. Les Dominators ont été créés à l'aide de prothèses de pointe et d'effets spéciaux numériques afin qu'ils ressemblent autant que possible aux personnages de la mini-série de comics de Todd McFarlane. Le design des Dominators comprenait à l'origine les robes vertes qu'ils portent dans le comics. Cependant, à partir du moment où les concepteurs ont opté pour une création entièrement basée sur des effets spéciaux numériques, ils ont été contraints de les leur retirer car cela rendait l'animation des Dominators impossible.
Les installations de S.T.A.R. Labs (en) où les héros se regroupent ont été conçues pour ressembler au Hall de Justice (en) de la série animée Le Plein de super.
À la fin de l'épisode d’Arrow, Colin Donnell et Colton Haynes apparaissent sous forme d'hologrammes, reprenant leurs rôles respectifs de Tommy Merlyn et Roy Harper. Ils apparaissent sous cette forme et non sous forme physique à cause d'autres obligations ne leur ayant pas permis d'être présents pour tourner de nouvelles scènes. Marc Guggenheim précise que Zoic Studios a dû prendre d'anciennes images et les inclure dans le crossover par rotoscopie. Il ajoute que « c'était difficile car ils devaient travailler avec du matériel préexistant » et que malgré la quantité d'épisodes précédents dans lesquels les deux acteurs apparaissent, « cela a été beaucoup plus difficile qu'il n'y paraît ».

### Tournage
Le tournage des trois épisodes s'est déroulé du 23 septembre au 12 octobre 2016,. Les trois épisodes ont été tournés concomittamment, avec certains acteurs tournant des scènes pour les diverses séries chaque jour. Le tournage a eu lieu à Boundary Bay Airport. L'épisode de Flash a été réalisé par Dermott Downs,, celui d’Arrow par James Bamford (en) et celui de Legends of Tomorrow par Gregory Smith.

## Sortie

### Diffusion
Après avoir été initié lors de la scène finale de l'épisode de Supergirl du 28 novembre 2016, la première partie du crossover, l'épisode de Flash, a été diffusée le 29 novembre 2016, suivi par la deuxième partie avec l'épisode d’Arrow le 30 novembre 2016 et conclu lors de la troisième partie on Legends of Tomorrow le 1er décembre 2016, le tout sur CW.

### Commercialisation
Bien qu'Invasion! ne prenne place que dans trois des quatre séries de CW, l'événement, annoncé comme Heroes v Aliens, a été présenté comme un événement de quatre soirées, commençant avec l'épisode de Supergirl. Au Canada, où Flash, Arrow et Legends of Tomorrow sont tous diffusés sur CTV Television Network, le crossover a été présenté comme un événement de trois soirées appelé Heroes United. Une fausse vidéo du gouvernement des États-Unis classée secrète a été réalisée, ayant lieu approximativement 70 ans dans les passé et détaillant la première tentative des Dominators de conquérir la Terre. La bande-annonce complète du crossover a été diffusée le 23 novembre 2016.

## Accueil

### Audiences
| Série               | Date de diffusion | Évaluation (18–49) | Spectateurs (millions) | Magnétoscope numérique (18–49) | Spectateurs (millions) | Total (18–49) | Nombre total de spectateurs (millions) |
| ------------------- | ----------------- | ------------------ | ---------------------- | ------------------------------ | ---------------------- | ------------- | -------------------------------------- |
| Flash               | 29 novembre 2016  | 1,5/5              | 4,15                   | 0,9                            | 2,17                   | 2,4           | 6,31                                   |
| Arrow               | 30 novembre 2016  | 1,3/5              | 3,55                   | 0,7                            | 1,80                   | 2,0           | 5,34                                   |
| Legends of Tomorrow | 1er décembre 2016 | 1,2/4              | 3,39                   | 0,7                            | 1,84                   | 1,9           | 5,24                                   |

Invasion! a contribué à la meilleure semaine de CW en termes d'audience en six ans. L'épisode de Flash a obtenu la meilleure audience et les meilleures parts de marché parmi les 18-49 ans de la troisième saison de la série, représentant respectivement les meilleurs résultats de celle-ci depuis le 9 décembre 2014 et le 16 février 2016. Par rapport à l'épisode précédent, Killer Frost, cela correspond respectivement à une augmentation de 40 % et 36 %. Cela représente également une augmentation respective de 5 % et 7 % par rapport au crossover de l'année précédente (Heroes Join Forces). L'épisode d’Arrow a également obtenu la meilleure audience et les meilleures parts de marché parmi les 18-49 ans de la cinquième saison de la série, égalant par ailleurs l'audience de Heroes Join Forces du 2 décembre 2016 et obtenant les meilleures parts de marché parmi les 18-49 depuis celui-ci. Par rapport à l'épisode précédent, Vigilante, cela correspond respectivement à une augmentation de 120 % et 86 %. L'épisode de Legends of Tomorrow a lui obtenu la meilleure audience de la série et les meilleures parts de marché parmi les 18-49 ans de la deuxième saison de la série, égalant les résultats de l'épisode pilote du 21 janvier 2016. L'épisode a en outre connu une augmentation respective de 80 % et de 83 % par rapport à l'épisode précédent, Le Mystère de l'Ouest et a contribué au meilleur jeudi de CW en quatre ans.

### Critiques
Concernant le crossover dans son ensemble, Oliver Sava de l'A.V. Club a eu le sentiment que les épisodes ont fait un « travail admirable pour faire avancer la narration globale en maintenant les perspectives distinctes de chaque série », le tout en étant « une sacrée quantité de fun [ayant] significativement étendu la portée de l'Arrowverse en y amenant un ennemi extraterrestre », concluant qu'il y a « un univers entier à explorer » et que « ce crossover a ouvert la porte pour que les séries DC de CW deviennent cosmiques dans le futur ». Ed Gross d’Empire a ressenti Invasion! comme un « mélange proverbial ». Il estime qu’ Invasion! a fait un travail efficace pour réunir les personnages de chaque série et pour rendre les rapports entre ceux-ci naturels et vraiment drôles. Il conteste cependant le fait que le crossover ait été présenté comme une « aventure énorme » alors qu'il l'estime « plutôt décevant ». Concernant les Dominators, il pense qu'il aurait été préférable d'en savoir plus sur leurs motivations et ce qu'ils sont exactement, et comment ils peuvent connaître les effets à long terme de Flashpoint. Il a également trouvé la fin trop légère et ne rencontrant pas les objectifs attendus. Malgré ces critiques, il a attribué au crossover 4 étoiles sur 5. Allison Keene de Collider.com a apprécié les interactions entre les acteurs des quatre séries, avec Flash donnant le ton au crossover, et les autres apportant leur légèreté, leur humour et leur action. Cependant, les crossovers ont aussi la capacité de « mettre sévèrement en évidence les faiblesses de chaque série ». Elle conclut qu’Invasion! a fait certaines choses vraiment bien et d'autres non, estimant que « les forces et faiblesses de chaque série sont mises en évidence et examinées » mais que les séries peuvent en tirer des enseignements et qu'en outre « cela reste agréable pour les fans ».

#### Flash
Jesse Schedeen d'IGN a donné à l'épisode de Flash la note de 8,4 sur 10, notant l'attrait de voir la plupart des personnages de l'Arrowverse joindre leurs forces. Il critique le choix des Dominators, ayant ressenti qu'ils n'étaient pas forcément pertinent pour justifier la réunion des héros, la première partie du crossover étant d'ailleurs surtout consacrée aux conséquences de Flashpoint sur les personnages. Il continue en notant que « chacun a eu son moment de gloire, même les personnages mineurs comme Felicity et Thea » mais que « s'il y avait une intrigue secondaire [...] intuile et hors de propos, c'était celle de Wally », la qualifiant d'ailleurs de « forcée ». Il a apprécié l'attention apportée aux retombées de Flashpoint, estimant que cela représentait « un des plus grands défauts de la saison 3 [de Flash] jusqu'à présent » et espérait que l'histoire de Dominators serait approfondie dans les deux autres épisodes du crossover. Scott Von Doviak de l'A.V. Club a donné à l'épisode un B+, qualifiant celui-ci de « démarrage absurdement chargé » pour le crossover. Il a apprécié que l'épisode « continue [à faire] progresser [...] l’histoire de cette saison de Flash et trouve un moyen d'introduire ces conflits en cours dans cette histoire multi-séries d'invasion extraterrestre ». Il remet néanmoins en question certains événements, comme le fait que Barry connaisse les aventures des Légendes et qu'il ne soucie pas des identités secrètes, et avance que les spectateurs « qui ne suivent pas nécessairement les trois autres séries religieusement sont désavantagés ».
Carla Day de Collider.com a donné 5 étoiles sur 5 à l'épisode de Flash, le qualifiant de « brillant ». Elle estime que les scénaristes sont parvenus à inclure l'ensemble des personnages des autres séries tout en gardant l'humour et la légèreté de la série alors que l'abondance des personnages présents aurait pu conduire l'épisode à être submergé et à perdre le ton unique de Flash. Elle critique néanmoins les motivations des Dominators qu'elle juge opaques. Chancellor Agard d’Entertainment Weekly a lui attribué à Flash un A−. Après avoir vu uniquement sur le premier épisode du crossover, il avait estimé qu'il pourrait être le meilleur jamais réalisé et ajoutait que c'était « vraiment la première fois que Berlanti and Co. pouvaient raconter une histoire cohésive » et que « cela semblait payer ». Il a en outre ressenti que l'attention apportée aux conflits de la Team Flash faisait traîner un peu l'épisode et a estimé comme Jesse Schedeen qu'il y avait un problème avec l'histoire de Wally mais concède que cela avait été inclus pour ceux qui ne regardent que Flash et que l'épisode parvient à apaiser efficacement les deux catégories de spectateurs.

#### Arrow
Jesse Schedeen a attribué à l'épisode d’Arrow la note de 8,7 sur 10, avançant que cet épisode était beaucoup plus efficace comme célébration du 100e épisode de la série que comme épisode central du crossover. Il a qualifié l'hallucination collective de « manière émotionnellement riche et bourrée d'action de célébrer les cent premiers épisodes ». Il est cependant critique concernant l'intrigue secondaire impliquant Cisco et la Team Flash qui « fait peu avancer l'histoire », ainsi que concernant le rythme général du crossover jusqu'alors. Alasdair Wilkins de l’A.V. Club a attribué à Arrow un "A", avançant qu'alors qu’Invasion! aurait pu être « un gâchis » en essayant de se cantonner à la célébration du 100e épisode de la série en plein milieu du crossover, le fait qu'il se concentre sur le passé d’Arrow et qu'il inclut d'anciens personnages donne à l'épisode « une manière de développer la puissance et la menace des Dominators », évitant ainsi au crossover d'être « juste trois épisodes plats de héros et d'extraterrestres se tapant dessus ». Il conclut en déclarant que « si ceci est la manière d’Arrow de marquer cent épisodes, alors en voici 100 de plus » et que « si ce n'est pas le meilleur épisode de l'histoire d’Arrow, c'en est sacrément proche ».
Kayti Burt de Collider a eu le sentiment que l'épisode d’Arrow « fournit suffisamment de nostalgie pour que cela fonctionne, tout en donnant [au téléspectateur] un final excitant (et complètement dingue) pour propulser [ce dernier] dans la partie finale de [ce] crossover de super-héros ». Elle estime aussi que l'hallucination collective « fonctionne grâce à la performance de tous les acteurs (dont beaucoup de revenants) » ainsi que grâce au sentiment d'authenticité que cet épisode a instillé chez les téléspectateurs. Néanmoins, elle « était un peu triste » que la série n'ait pas eu l'opportunité d'avoir son centième épisode hors du crossover, avec les demandes de postposer le crossover étant parfois « en désaccord avec ce que l'épisode tentait de faire ». Elle précise que « cet épisode essayait d'en faire beaucoup trop et [que c']était de ce fait un peu du gâchis » mais ajoute qu'« il est difficile de ne pas aimer une heure de télévision qui essaie honnêtement de plaire à ses fans de tant de façons différentes ». Elle a attribué trois étoiles sur cinq à l'épisode. Sara Netzley d’Entertainment Weekly a donné à l'épisode un A, avançant qu'il y a « suffisamment d'action inter-équipes pour en faire un régal pour les spectateurs du Berlanti-verse tout en faisant avancer l'histoire d’Invasion et en honorant les personnages, les intrigues et les thèmes qui ont fait d’Arrow une série aussi satisfaisante les quatre dernières saisons et demie ». Elle ajoute que cela constituait un grand défi mais que cet épisode l'a relevé.

#### Legends of Tomorrow
Jesse Schedeen a attribué un 8,8 sur 10 à l'épisode, avançant que le crossover « a fini sur une note forte », qu'il avait tenu sa promesse en matière de « super-héros joignant leurs forces pour combattre des envahisseurs extraterrestres » ainsi qu'en proposant « une bataille finale entraînante » « même s'il y a eu quelques motifs de frustration (impliquant principalement l'absence de Supergirl dès le début) ». Il a apprécié l'histoire finale des Dominators, qui leur a fourni des motivations plus claires de sorte qu'ils ne constituent plus « une menace extraterrestre complètement générique et anonyme », ainsi que le dispositif de Cisco pour permettre à Supergirl de voyager entre les univers, ce qui pourrait permettre selon lui des crossovers plus fréquents entre les séries. Oliver Sava a donné à l'épisode de Legends of Tomorrow un A-, n'ayant pas ressenti la même « richesse en émotions » que pour l'épisode d’Arrow, mais considérant que l'épisode présentait un final fort, « les gentils sauvant la situation et apprenant plus sur eux-mêmes lors du processus ». Il a qualifié le combat final de « décevant », notant que cela aurait été bien plus satisfaisant s'il y avait eu « une utilisation plus créative de tous les différents pouvoirs de ce groupe œuvrant ensemble, et... un sens de la collaboration plus poussé parmi les combattants humains/métahumains ».
Shirley Li d’Entertainment Weekly a attribué à l'épisode un "B+", expliquant qu'elle a ressenti cet épisode comme étant plutôt un « second épisode de Flash » et non un épisode de Legends of Tomorrow, malgré plusieurs éléments caractéristiques de la série, car une partie importante de l'épisode était consacrée à la relation conflictuelle entre Barry et Cisco. Elle ajoute également que « les contraintes budgétaires étaient flagrantes », et illustre son propos par le fait que Thea n'apparaisse pas dans l'épisode et l'absence de Kara lors de la confrontation avec l'agent fédéral après qu'Oliver l'a fustigée. En dépit de cela, Shirley Li estime que la majorité de l'épisode a fonctionné, chaque personnage recevant une chance de briller, et que « bien que les motivations des Dominators [étaient] toujours un peu confuses, l'invasion a suscité des rapports amusants entre les équipes ». Elle termine en notant qu'il est possible que cet épisode n'incite pas les téléspectateurs à regarder Legends of Tomorrow mais qu'il a contribué à amener beaucoup de nouveaux fans à l'Arroverse.

### Distinctions
Comic Book Resources a nommé les trois épisodes du crossover, à savoir Flash, Arrow et Legends of Tomorrow, respectivement 16e, 10e et 3e meilleurs épisodes de 2016 parmi les séries télévisées basées sur des comics.